# Amalekiter
Die Amalekiter (hebräisch עֲמָלֵק ʿᵃmālēq) gelten in der Hebräischen Bibel als räuberisches Nomadenvolk, das im Süden der Region Palästina lebte und ein Erbfeind der Juden war. In Gen 36,12  werden sie durch die Nennung Amaleks als Enkel Esaus in die Nachkommenschaft Isaaks und den Konflikt mit Jakob als Stammvater der Juden gestellt. Historisch lässt sich über das Volk der Amalekiter wenig sagen.
In der Moderne werden die Amalekiter vielfach mit Feinden Israels bzw. der Juden gleichgesetzt, darunter auch Palästinenser. Während des Israel-Gaza-Krieges ab 2023 wurden die Palästinenser und die militant-islamistische Hamas seitens israelischer Politiker und Medien vielfach mit den Amalekitern gleichgesetzt. Einige der Aussagen wurden vor dem Internationalen Gerichtshof seitens des Anklägers Südafrika in einer Klage gegen Israel als „Völkermordabsichten gegen das palästinensische Volk“ gewertet.

## Lokalisierung
Aufgrund der fehlenden archäologischen Zeugnisse und der uneindeutigen biblischen Angaben lässt sich der Lebensraum der Amalekiter nicht eindeutig lokalisieren. In Num 14 werden Amalek und Kanaan als benachbarte Völker genannt, jedoch widersprechen sich die Angaben, da die Völker zunächst in der Ebene (Num 14,25 ) dann im Gebirge (Num 14,39–45 ) lokalisiert werden.
Ri 1,16  (nach plausibler Konjektur) und 1 Sam 15,6  sehen die Amalekiter und Keniter (hebr.: קינים) als Nachbarn, was zur Lokalisierung Amaleks im Negev passt (Num 13,29 ). Auch die Abfolge des vermutlich alten Völkerspruchs in Num 24,20f , die Keniter den Amalekitern unmittelbar folgen lässt, deutet möglicherweise auf die Nachbarschaft der Völker hin. Dass die Amalekiter im edomitischen Gebiet lebten, legen auch die Geschlechterliste Esaus (Gen 36,12  und 1 Chr 1,36 ) und die Liste der edomitischen Häuptlinge (Gen 36,16 ) nahe.
In Ps 83,7 f  werden die Amalekiter unter den transjordanischen Völkern verortet. Ri 5,14  und Ri 12,15  bezeugen Erinnerungen Amaleks an den Stamm Ephraim.

## Lebensweise
Über die Lebensweise der Amalekiter lassen sich kaum gesicherte Aussagen treffen. Für gewöhnlich wird in Amalek ein im Negev umherziehender Nomadenstamm vermutet. Dem Nomadentum widerspricht jedoch die Angabe in 1 Sam 15 , dass Amalek eine Stadt bewohne und König Agag an seiner Spitze stehe.
Gemäß Ri 6,3–5 , 1 Sam 15,3  und 1 Sam 30,17  besaßen die Amalekiter Kamele. 1 Sam 30  sowie die Erwähnungen in Ri 6,3 , 6,33  und 7,12  zeichnen ein Bild von Amalek als räuberischem Volk.

## Biblischer Bericht

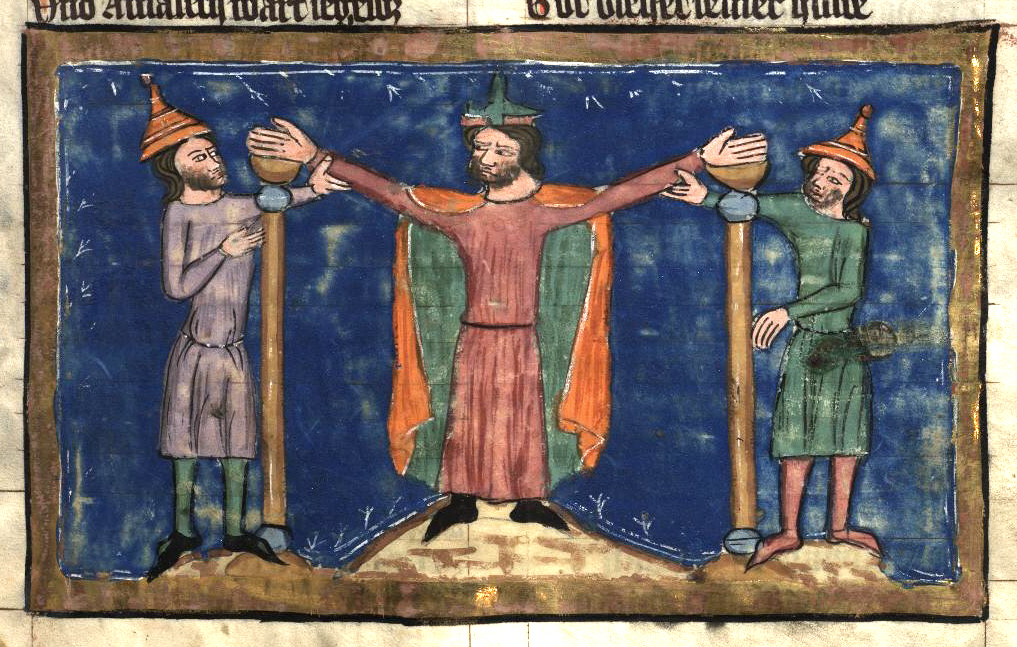
Mose werden die Arme hochgehalten, Miniatur aus einer Weltchronik (14. Jh.)

Die vertrauenswürdigsten Überlieferungen des AT zur Auseinandersetzung zwischen Israel und den Amalekitern sind die aus der Zeit Davids. Deshalb ist davon auszugehen, dass die Feindschaft in seine Zeit zu datieren ist. In späteren Traditionen wird die Feindschaft immer weiter in die Frühgeschichte zurückverlagert und dabei Amalek mit ostjordanischen Feinden verknüpft. Der Name des amalekitischen Königs Agag wird schließlich zum neuen Synonym für einen Erzfeind.

### Wüstenwanderung

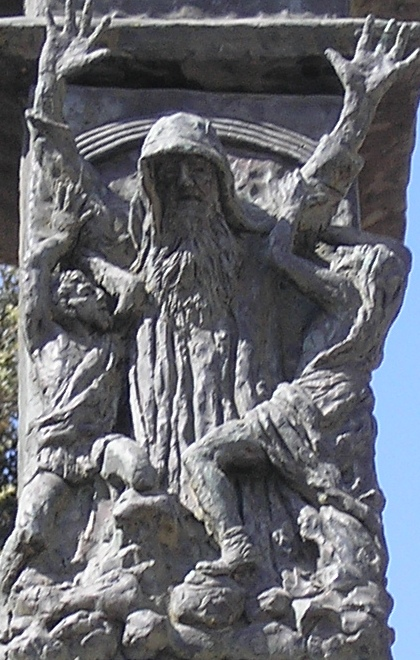
Aaron und Hur stützen Mose beim Gebet, Bildfeld an der großen Knesset-Menora

Mit Ausnahme einer kurzen Notiz über die Verwüstung des Gebiets der Amalekiter durch einen Zusammenschluss von Königen (Gen 14,7 ), sind die Amalekiter in Ex 17,8–16  zum ersten Mal von Bedeutung. Nach seinem Auszug aus Ägypten griff Amalek Israel in Refidim an. Mose übertrug Josua, dem Sohn Nuns, die militärische Führung im Kampf, während er selbst die Hände zum Gebet erhoben hielt.

„Solange Mose seine Hand erhoben hielt, war Israel stärker; sooft er aber die Hand sinken ließ, war Amalek stärker.“

Israel konnte den Sieg erringen, da Aaron und Hur die Hände Moses stützten (Ex 17,12 f ).
Die Erzählung gipfelt in einer göttlichen Zusage der Vernichtung der Amalekiter: „Denn ich will die Erinnerung an Amalek unter dem Himmel austilgen.“ (Ex 17,14 ). So begründet sie die Erzfeindschaft zwischen den beiden Völkern und „zeigt als theologische Lehrerzählung die Kraft des Gebets“.
Die Erzählung in Num 14,39–45  stellt ein negatives Gegenstück zu Ex 17,8–16  dar: Israel unterliegt Amalek in einem eigenmächtig und gegen den ausdrücklichen Willen JHWHs unternommenen Kriegszug.

### Amalekitergesetz
Das Amalekitergesetz in Dtn 25,17–19  nimmt die Vernichtungszusage aus Ex 17,14  auf und überführt sie in einen Auftrag, das Volk der Amalekiter auszurotten, wenn Israel nach der Landgabe Frieden gefunden hat. Begründet wird das Gebot mit dem Angriff der Amalekiter während der Wüstenwanderung. Die Verwerfung Sauls in 1 Sam 15,18 f  hat ihre Ursache in der Missachtung dieses Gebots insofern, als er zwar an den Menschen den Bann vollziehen ließ, d. h. „Mann und Frau, Kinder und Säuglinge“ getötet wurden, aber deren König Agag verschonte und duldete, dass sich sein Volk „die besten Schafe und Rinder, das Mastvieh und die Lämmer und alles, was von Wert war“ aneignete. „Was aber nichts taugte und gering war, daran vollstreckten sie den Bann.“  (1. Samuel 15,9).

### Richter- und Königszeit
In der Richter- und Königszeit kommt es häufiger laut biblischem Bericht zu wiederholten kriegerischen Auseinandersetzungen zwischen den Amalekitern und Israeliten.
Ri 3,13  erzählt von einem Eroberungszug der Amalekiter und Ammoniter unter moabitischer Führung gegen Israel. Gemäß Ri 6,3 , 6,33  und 7,12  führten die Amalekiter gemeinsam mit den Midianitern und den „Leuten des Ostens“ Beutezüge durch. Auch Ri 10,12  zählt Amalek als eines der Völker, die Israel in vorstaatlicher Zeit bedrängten, auf.
Der Übergang zu 1 Sam 15  wird durch eine Notiz geschaffen, die von einem Schlag Sauls gegen Amalek berichtet (1 Sam 14,48 ). 1 Sam 15 nennt insgesamt zwölfmal die Amalekiter (zehnmal עֲמָלֵק ʿᵃmālēq, zweimal עֲמָלֵקִי ʿᵃmālēqî). Gemäß dem o. g. Amalekitergesetz muss Saul den vollständigen Bann vollziehen, jedoch führt er den Befehl nicht korrekt aus. Dies führt zu seiner Verwerfung. Auch 1 Sam 28,18  begründet den Verlust von Sauls Königtum mit dem nicht vollstreckten Bann.
Die Notiz in 1 Sam 27,8 , die von Überfällen Davids auf Amalek berichtet, bereitet die große Erzählung 1 Sam 30  vor: Nach einem Überfall der Amalekiter auf seine Residenzstadt Ziklag führt David einen Rachefeldzug durch. 2 Sam 1,1–16  beschreibt, wie der Amalekiter, der David die Königsinsignien Sauls überbringt, vorgibt, Saul getötet zu haben und dafür niedergestochen wird. 2 Sam 8,12  und 1 Chr 18,11  zählen die Amalekiter als eines der Fremdvölker auf, die David besiegte und plünderte.
Ps 83,7 f  nennt Amalek in einer Aufzählung transjordanischer Völker, die die feindliche Völkerwelt bzw. die Chaosmächte repräsentieren. Sie planen Israel derart zu vernichten, dass sich niemand mehr an Israel erinnern wird.

## Historizität
Ein historischer Kern kann nicht mit genügend Sicherheit aus Ex 17,8–16 , 1 Sam 15  und 1 Sam 30  isoliert werden, was die historische Rekonstruktion verhindert. Die Erzählungen dienen dem Zweck, Amalek als den Feind schlechthin darzustellen – keine Bannforderung erreicht dieselbe Schärfe wie die gegen Amalek.
Auch die übrigen Berichte lassen kein eindeutiges Bild erkennen. Vermutlich handelte es sich bei Amalek in vorstaatlicher Zeit um einen hartnäckigen Feind, der an Judäas Südgrenze zu lokalisieren ist und mit dem Israel immer wieder wegen Weide- und Quellenrechten in Konflikt geriet. Später blieb nur die rudimentäre Erinnerung an einen nicht mehr existierenden Feind, die Amalek zum Synonym jeglicher Feindschaft gegen Israel werden ließ.

## Amalek und Amalekiter als wiederkehrende Figuren in der jüdischen Geschichte
In der jüdischen Überlieferung sind verschiedene Personen, die sich durch besondere Feindschaft gegenüber den Juden hervorgetan haben, dem Stamm Amalek zugeordnet worden. Dazu zählen zum Beispiel der Kosakenführer Bohdan Chmelnyzkyj (1595–1657) sowie Adolf Hitler. Die Nationalsozialisten galten prominenten Juden, so zum Beispiel Simon Dubnow, Arthur Szyk und Raul Hilberg, als Amalekiter. Solche Überlieferungen hängen mit Vorstellungen über Reinkarnation zusammen, die auf Hebräisch Gilgul genannt wird (wörtlich: „Rollen“ – gemeint ist eine Drehbewegung – hier der Seele).
Einige Rabbis gehen sogar so weit, bestimmte Völker mit den Amalekitern zu identifizieren, wie beispielsweise der Gaon von Wilna, auf den sich Rabbi Joseph Chaim Sonnenfeld berief, als er sich 1898 weigerte, Kaiser Wilhelm II. bei seinem Palästinabesuch zu begrüßen, da die Deutschen von den Amalekitern abstammten. Rabbi Joseph Ber Soloveitchik und andere Rabbiner lehren, dass alle Judenhasser von der Saat Amaleks stammten, so die Nationalsozialisten, die Sowjets, Nasser und der Mufti. Wiederum andere, wie Rabbi Jack Riemer, sehen in islamischen Fundamentalisten Amalekiter. Rabbi Shammai Engelmayer bezeichnete den russischen Präsidenten Wladimir Putin und den Russischen Überfall auf die Ukraine 2022 als Nachahmung Amaleks.

### Verwendung für Palästinenser
1974 wurden die Palästinenser als Volk erstmals mit Amalek gleichgesetzt, als Rabbi Moshe Ben-Tzion Ishbezari aus Ramat Gan sie so bezeichnete. 1980 schloss sich Rabbi Israel Hess dieser Ansicht an. Hess war Rabbi am Campus der Bar-Ilan-Universität und veröffentlichte im Februar 1980 einen Artikel mit dem Titel „Die Aufforderung zum Völkermord in der Torah“. Nach dem Tode Jassir Arafats wurde dieser von 200 Rabbis aus Piqquach Nefesch als „Amalek unserer Generation“ bezeichnet und der Vorschlag gemacht, seinen Todestag als Freudentag zu feiern.
Der jüdisch-rechtsextreme Terrorist Baruch Goldstein, der am 25. Februar 1994 in Hebron bei einem Massaker in der Abraham-Moschee 29 Palästinenser tötete und 150 verletzte, rechtfertigte seine Tat unter anderem damit, dass er die Palästinenser als Amalekiter der Gegenwart betrachtete.
Robert Eisen, Professor für Judaistik an der George Washington University in Washington D.C, befand, dass die Neigung rechtsnationaler israelischer Siedler, die Palästinenser mit den Amalekitern zu identifizieren, mitunter für diese tödliche Konsequenzen habe.

## Amalek als Ausdruck für die Palästinenser
Wiederholt wurden Palästinenser von Juden als Amalek bezeichnet. So zitierte der amerikanische Journalist Jeffrey Goldberg 2004 aus Interviews mit Siedlern im West Bank, Palästinenser seien Amalek: Man habe zwar nicht vor, sie alle umzubringen, doch werde man „den palästinensischen Nationalismus zerstören“. Der Likud-Politiker Mosche Feiglin, behauptete, die Palästinenser würden typisch amalekitisches Verhalten zeigen. Goldberg behauptete in diesem Zusammenhang, Gottes Gebot, die Amalekiter auszurotten, sei vielleicht das am meisten ignorierte Gebot der Bibel. Nach dem Tod des PLO-Führers Jassir Arafat riefen 200 israelische Rabbinern zum Jubel auf, denn er sei  „der Amalek und der Hitler unserer Generation“ gewesen.
Während des Israel-Gaza-Krieges ab 2023 setzten israelische Politiker und Medien die Palästinenser bzw. die Hamas vielfach mit den Amalekitern gleich. Einige der Aussagen wurden als „Völkermordabsichten gegen das palästinensische Volk“ in einer Klage Südafrikas gegen Israel vor dem Internationalen Gerichtshof gewertet.

### Verwendung des Begriffs durch israelische Politiker
- Benjamin Netanjahu, israelischer Ministerpräsident - In einer Rede am 28. Oktober 2023 bezeichnete Israels Ministerpräsident Benjamin Netanjahu die Hamas als eine Wiederholung der biblischen Amalekiter. Netanjahu zitierte aus dem Alten Testament Deuteronomium 25,17: „Du sollst daran denken, was Amalek dir angetan hat.“, wobei er die nachfolgenden Passagen, die zur Ausrottung der Amalekiter aufrufen (Vers 19, „Du sollst das Andenken an Amalek unter dem Himmel auslöschen. Vergiss nicht!“), ausließ.[13] Joshua Krug kritisierte Netanjahu dazu im Jewish News in Northern Carolina scharf: es sei taktisch, strategisch und moralisch falsch, die Hamas mit Amalek gleichzusetzen.[13] Das Wort, das im heutigen Sprachgebrauch dafür steht, was der antike Text befiehlt, sei „Völkermord“.[13] Netanjahus Sprachwahl sei „zynisch, manipulativ und gefährlich in einer Zeit des Krieges, in der Menschen weltweit seinen Worten zuhören und diese als Munition für die Behauptung hinzufügen, dass Israel einen Völkermord begehe.“[13] Der israelische Genozidforscher Omer Bartov bezeichnete Netanjahus Aussage, sowie ähnliche Aussagen ranghoher israelischer Politiker als „im Kern genozidal“.[14] Nachdem Südafrika im Januar 2024 Israel vor dem Internationalen Gerichtshof des Völkermordes in Gaza beschuldigte und in der Klageschrift Netanjahus Amalek-Aussage als Aufruf zum Genozid auslegte,[15] ließ Netanjahus Büro im Januar 2024 verkünden, dass diese „falsche und lächerliche Behauptung“ von „großer historischer Unwissenheit“ zeuge.[16]

- Boaz Bismuth, Knessetabgeordneter der rechtsnationalen Likud-Partei - Am 16. Oktober 2023 behauptete Boaz Bismuth in einem Beitrag auf X, dass die Zivilbevölkerung in Gaza sich aktiv an Taten der Hamas vom 7. Oktober beteiligt habe. Bismuth erklärte: „Es ist verboten, grausamen Menschen Barmherzigkeit zu erweisen, es gibt keinen Platz für irgendeine humanitäre Geste – die Erinnerung an Amalek muss protestiert (sic!) werden!“[17]
- Aryeh King, stellvertretender Bürgermeister von Jerusalem - King äußerte sich im Dezember 2023 zu Fotos von durch Israel gefangenen genommene und entkleidete Palästinenser, die dazu gezwungen wurden, sich in eine Sandgrube zu setzen. King erklärte, hätte er die Entscheidungsgewalt, hätte er die Gefangenen mit Bulldozern lebendig begraben; sie seien keine  Menschen oder menschliche Tiere, sondern Untermenschen.[18] Jede Erinnerung an die Amalekiter müsse, so King, „ausgelöscht werden“.[18]

### Verwendung durch israelische Militärs
- Mitte Dezember 2023 bestätigte die israelische Armee die Echtheit eines am 7. Dezembers publizierten Videos, in dem Dutzende israelische Soldaten singen: „Wir kennen unser Motto: es gibt keine unbeteiligten Zivilisten (in Gaza)“ und dass sie (die Soldaten) „die Saat Amaleks tilgen werden“.[19][20] Die Armeeführung teilte mit, dass das Verhalten der Soldaten nicht im Einklang mit den Werten der israelischen Armee stünde.[20]

### Verwendung des Begriffs durch israelische Medien
- Die Israel National News schrieb am 15. Oktober 2023 in einem Artikel: „Amalek hat wieder sein Haupt erhoben, und dies ist die Botschaft, was wir ihnen antun sollen, wie es in 1. Samuel, 15 in Übereinstimmung mit Devarim 25 geschrieben steht. Lasst dies eine Warnung – und eine Richtlinie – für unsere Führer sein, die uns schon viel zu lange im Stich gelassen haben.“[21] Es folgte die biblische Geschichte der Auseinandersetzung zwischen Samuel und Saul vor dem Hintergrund von Samuels Völkermordbefehl an den Amalekitern.[21]
- Aviel Schneider, Redakteur des deutschsprachigen israelischen Online-Mediums Israel heute, setzte die Hamas mit Amalek gleich und fragte, warum man sie nicht vernichten dürfe, wenn Gott doch die Ausrottung Amaleks geboten habe.[22] Ryan Jones schrieb in einem Artikel desselben Mediums: „Israel ist endlich bereit, Amalek zu vernichten, aber die Christen (die USA und Europäer) lassen es nicht zu.“[23]

### Amalek-Begriff in der Klage gegen Israel wegen Völkermord vor dem Internationalen Gerichtshof
Ende Dezember 2023 erhob Südafrika vor dem Internationalen Gerichtshof gegen Israel Anklage wegen „Völkermordes“. In der 84-seitigen Klageschrift werden Äußerungen israelischer Politiker, Staatsbediensteter und anderer als Belege für „Völkermordabsichten gegen das palästinensische Volk“ gewertet. Hierbei aufgeführt werden auch Zitate, die den Amalek-Begriff enthalten, darunter die Aussage von Ministerpräsident Benjamin Netanjahu vom 28. Oktober 2023, die Aussage von Boaz Bismuth vom 16. Oktober 2023 und das Video vom 7. Dezember 2023 mit den israelischen Soldaten.